# 东方海外货柜航运公司
东方海外货柜航运有限公司（英語：Orient Overseas Container Line Limited，简称OOCL），是一家香港集装箱航运与物流服务公司。它是东方海外（国际）有限公司（Orient Overseas (International) Limited，OOIL）的全资子公司。

## 歷史
1947年，董浩云（董兆荣）建立了东方海外航运公司（Orient Overseas Line）。1969年，东方海外涉足集装箱运输后，改名为东方海外货柜航运公司。

### 早年─親中華民國政府
東方海外與中華民國政府方面關係密切，這從他們的標誌上飾有中華民國國花——「梅花」可以得知。憑籍這種特殊關係，東方海外在東亞地區得以大力發展。在大力发展的鼎盛时期1985年，东方海外拥有一支超过150艘货轮、运载能力超过1,000万吨的船队，终于超越包玉刚，它是世界七大轮船航运公司之一。而同期1984年，东方海外负债已超过90亿港元，仅向债权人支付贷款利息，就耗资5.61亿港元，是年度净利润的3.3倍。1985年，赤字接近25亿港元，濒临破产。
东方海外在其历史上遭受的挫折之一发生在1970年代早期。1970年9月，东方海外购买了著名的英國郵輪“伊利沙伯皇后號”（RMS Queen Elizabeth），将其改装为一所漂浮的大学并命名为“海上学府号”（S.S. Seawise University）。1972年1月9日，这艘船在粉刷过程中着火，随后沉入香港维多利亚港。
1979年，董浩云接手并命名了世界造船史上最大的轮船——海上巨人号（Seawise Giant）。此船因在试航中发现的一系列技术问题，被原希腊买家拒收。同年，海上巨人号执行了首次运营即往返日本与波斯湾后再次进入船厂维修改建。经两年的维修改建后重于1981年编入东方海外并投于运营至1989年。
1980年，董浩云出价12亿港元，收购英国大型航运公司福纳斯·怀特公司（FurnessWithy）。福纳斯公司创办于1891年，当时已有90年历史。

### 轉折─過度擴張、倒向親中共政府
东方海外在其历史上遭受的主要挫折于1982年，董浩云逝世后，此前的过度借贷扩张和1984年开始的全球航运业暂时衰退，使东方海外出现财政危机。原先与中國國民黨关系密切的东方海外在1985年受各方债主的密切催债而陷入困境濒临破产。此时中华人民共和国政府透過霍英東出手相助董浩云的儿子及继承者董建华后脱离困境。这也为董浩云的儿子及继承者董建华在1997年時担任香港特别行政区行政长官一事铺就了道路。公司的领导权随后转给了董建华的胞弟董建成。
东方海外另一重大事件是在1988年5月14日两伊战争中，海上巨人号冒险前往伊朗运送原油，于荷姆茲海峽被伊拉克发射的飞鱼导弹重创后在浅海坐底沉没，成为当时两伊袭船战中众多受害商船之一。
今天，东方海外仍然是世界主要的航运及物流公司之一，在70个国家共拥有超过10,000名员工。

### 2010年代─中國國企收購
2017年7月，東方海外宣布，中國國企中遠海運控股以63億美元收購大股東董氏家族持有的68.7%東方海外國際股權，但收購仍需待監管部門許可。
2018年7月，收購完成。

## 船隊
| 船級           | 建造年份  | 容量 (TEU) | 該級船隻數 | 備註                                                          |
| -------------- | --------- | ---------- | ---------- | ------------------------------------------------------------- |
| OOCL S-class   | 1995-2000 | 5344-5770  | 6          |                                                               |
| OOCL Ice-class | 1998-2003 | 2992-4402  | 2          |                                                               |
| OOCL SX-class  | 2004-2015 | 8063-8888  | 19         | 11艘貨櫃船由中國滬東中華造船建造，另外8艘由南韓三星重工建造。 |
| OOCL P-class   | 2006-2010 | 4578-4583  | 18         | 2艘貨櫃船由中國滬東中華造船建造，另外15艘由南韓三星重工建造。 |
| OOCL M-class   | 2013-2014 | 13208      | 10         | 10艘貨櫃船將全數由南韓三星重工建造。                          |
| OOCL G-class   | 2017-2018 | 21413      | 6          | 6艘貨櫃船將全數由南韓三星重工建造。                           |

## 2021年高雄港起重機坍塌事故
2021年6月3日東方海外所屬大型貨列東方德班輪停泊台灣高雄港第二場口進港，欲靠泊66碼頭，該輪航經70號頭時，碰撞停泊於70號碼頭的船舶「永眀輪」和橋式起重機，造成碼頭邊兩部塔式起重機倒塌，數個貨櫃翻倒，一名工人受傷，兩名一度受困。